# Zilora hispida
Zilora hispida là một loài bọ cánh cứng trong họ Melandryidae. Loài này được Leconte miêu tả khoa học năm 1866.